# Statistiche e record di Jennifer Capriati
| Finali in carriera | Finali in carriera  | Finali in carriera | Finali in carriera | Finali in carriera | Finali in carriera |
| Specialità         | Categoria           | Vittorie           | Sconfitte          | Totale             |                    |
| ------------------ | ------------------- | ------------------ | ------------------ | ------------------ | ------------------ |
| Singolare          | Grande Slam         | 3                  | –                  | 3                  |                    |
| Singolare          | Giochi Olimpici     | 1                  | –                  | 1                  |                    |
| Singolare          | Torneo di fine anno | –                  | –                  | –                  |                    |
| Singolare          | WTA Tier I          | 2                  | 9                  | 11                 |                    |
| Singolare          | WTA Tour            | 8                  | 8                  | 16                 |                    |
| Singolare          | Totale              | 14                 | 17                 | 31                 |                    |
| Doppio             | Grande Slam         | –                  | –                  | –                  |                    |
| Doppio             | Giochi olimpici     | –                  | –                  | –                  |                    |
| Doppio             | Torneo di fine anno | –                  | –                  | –                  |                    |
| Doppio             | WTA Tier I          | 1                  | -                  | 1                  |                    |
| Doppio             | WTA Tour            | –                  | 1                  | -                  |                    |
| Doppio             | Totale              | 1                  | 1                  | 2                  |                    |
| Totale             | Totale              | 15                 | 18                 | 33                 |                    |

In questa pagina sono riportate le statistiche e i record realizzati da Jennifer Capriati durante la sua carriera tennistica.

## Statistiche

### Singolare

#### Finali vinte (14)
| Legenda               |
| Grande Slam (3)       |
| WTA Championships (0) |
| Oro olimpico (1)      |
| Tier I (2)            |
| Tier II (4)           |
| Tier III (3)          |
| Tier IV & V (1)       |
| ITF Tour (0)          |

| Titoli per tipo di superficie |
| Cemento (9)                   |
| Terra (4)                     |
| Erba (0)                      |
| Sintetico (1)                 |

##### Grande Slam (3)
| Anno | Torneo              | Avversario in finale | Punteggio       |
| 2001 | Australian Open     | Martina Hingis       | 6–4, 6–3        |
| 2001 | Open di Francia     | Kim Clijsters        | 1–6, 6–4, 12–10 |
| 2002 | Australian Open (2) | Martina Hingis       | 4–6, 7–6, 6–2   |

##### Tutti i titoli
| No. | Data               | Torneo                                       | Superficie       | Avversario in finale | Punteggio         |
| 1.  | 22 ottobre, 1990   | Puerto Rico Open, Dorado                     | Cemento          | Zina Garrison        | 5–7, 6–4, 6–2     |
| 2.  | 29 luglio, 1991    | Acura Classic San Diego (California) (1)     | Cemento          | Monica Seles         | 4–6, 6–1, 7–6(2)  |
| 3.  | 5 agosto, 1991     | Canadian Open, Toronto                       | Cemento          | Katerina Maleeva     | 6–2, 6–3          |
| 4.  | 27 luglio, 1992    | Tennis ai Giochi olimpici, Barcellona        | Terra rossa      | Steffi Graf          | 3–6, 6–3, 6–4     |
| 5.  | 24 agosto, 1992    | Mazda Classic San Diego (California) (2)     | Cemento          | Conchita Martínez    | 6–3, 6–2          |
| 6.  | 11 gennaio, 1993   | New South Wales Open, Sydney                 | Cemento          | Anke Huber           | 6–1, 6–4          |
| 7.  | 17 maggio, 1999    | Internationaux de Strasbourg, Strasburgo     | Terra rossa      | Elena Lichovceva     | 6–1, 6–3          |
| 8.  | 1 novembre, 1999   | Bell Challenge, Québec                       | Cemento          | Chanda Rubin         | 4–6, 6–1, 6–2     |
| 9.  | 25 settembre, 2000 | Fortis Championships Luxembourg, Lussemburgo | Sintetico indoor | Magdalena Maleeva    | 4–6, 6–1, 6–4     |
| 10. | 15 gennaio, 2001   | Australian Open (1)                          | Cemento          | Martina Hingis       | 6–4, 6–3          |
| 11. | 16 aprile, 2001    | Family Circle Cup, Charleston                | Terra verde      | Martina Hingis       | 6–0, 4–6, 6–4     |
| 12. | 28 maggio, 2001    | Open di Francia                              | Terra rossa      | Kim Clijsters        | 1–6, 6–4, 12–10   |
| 13. | 14 gennaio, 2002   | Australian Open (2)                          | Cemento          | Martina Hingis       | 4–6, 7–6(7), 6–2  |
| 14. | 18 agosto, 2003    | Pilot Pen Tennis New Haven, Connecticut      | Cemento          | Lindsay Davenport    | 6–2, 4–0 ritirata |

#### Finali perse (17)
| Legenda               |
| Grande Slam (0)       |
| WTA Championships (0) |
| Oro olimpico (0)      |
| Tier I (9)            |
| Tier II (6)           |
| Tier III (2)          |
| Tier IV & V (0)       |

Grande Slam (0)
Nessuna finale di singolare femminile disputata

##### Tutte le finali perse
| Settimana        | Torneo                                            | Superficie       | Avversaria in finale | Punteggio        |
| 5 marzo 1990     | Virginia Slims of Florida, Boca Raton             | Cemento          | Gabriela Sabatini    | 6–4, 7–5         |
| 2 aprile 1990    | Family Circle Cup, Hilton Head                    | Terra verde      | Martina Navrátilová  | 6–2, 6–4         |
| 11 novembre 1991 | Advanta Championships of Philadelphia, Filadelfia | Sintetico indoor | Monica Seles         | 7–5, 6–1         |
| 16 agosto 1993   | Canada Open, Toronto                              | Cemento          | Steffi Graf          | 6-1, 0-6, 6-3    |
| 28 ottobre 1996  | Ameritech Cup, Chicago                            | Sintetico indoor | Jana Novotná         | 6-4, 3-6, 6-1    |
| 6 gennaio 1997   | Sydney International, Sydney                      | Cemento          | Martina Hingis       | 6-1, 5-7, 6-1    |
| 30 ottobre 2000  | Bell Challenge, Québec                            | Cemento indoor   | Chanda Rubin         | 6-4, 6-2         |
| 19 febbraio 2001 | IGA U.S. Indoor Championships, Oklahoma City      | Sintetico indoor | Monica Seles         | 6–3, 5–7, 6–2    |
| 21 marzo 2001    | Ericsson Open, Miami                              | Cemento          | Venus Williams       | 4–6, 6–1, 7–6(4) |
| 7 maggio 2001    | WTA German Open, Berlino                          | Terra rossa      | Amélie Mauresmo      | 6–4, 2–6, 6–3    |
| 13 agosto 2001   | Canada Masters, Toronto                           | Cemento          | Serena Williams      | 6–1, 6–7(9), 6–3 |
| 25 febbraio 2002 | State Farm Women's Tennis Classic, Scottsdale     | Cemento          | Serena Williams      | 6–2, 4–6, 6–4    |
| 18 marzo 2002    | NASDAQ-100 Open, Miami                            | Cemento          | Serena Williams      | 7–5, 7–6(4)      |
| 12 agosto 2002   | Canada Masters, Montréal                          | Cemento          | Amélie Mauresmo      | 6–4, 6–1         |
| 17 marzo 2003    | NASDAQ-100 Open, Miami                            | Cemento          | Serena Williams      | 4–6, 6–4, 6–1    |
| 21 luglio 2003   | Bank of the West Classic, Stanford                | Cemento          | Kim Clijsters        | 4–6, 6–4, 6–2    |
| 10 maggio 2004   | Internazionali BNL d'Italia, Roma                 | Terra rossa      | Amélie Mauresmo      | 3–6, 6–3, 7–6(6) |

### Doppio

#### Finali vinte (1)
| Legenda               |
| Grande Slam (0)       |
| WTA Championships (0) |
| Oro olimpico (0)      |
| Tier I (1)            |
| Tier II (0)           |
| Tier III (0)          |
| Tier IV & V (0)       |

##### Grande Slam (0)
Nessuna titolo di doppio femminile vinto

##### Tutti i titoli
| Settimana     | Torneo                        | Superficie  | Compagno     | Avversari in finale         | Punteggio |
| 6 maggio 1991 | Internazionali d'Italia, Roma | Terra rossa | Monica Seles | Nicole Bradtke Elna Reinach | 7–5, 6–2  |

#### Finali perse (1)
| Legenda               |
| Grande Slam (0)       |
| WTA Championships (0) |
| Oro olimpico (0)      |
| Tier I (0)            |
| Tier II (1)           |
| Tier III (0)          |
| Tier IV & V (0)       |

##### Grande Slam (0)
Nessun titolo di doppio femminile vinto

##### Tutte le finali perse
| Settimana      | Torneo                                 | Superficie | Compagna    | Avversari in finale            | Punteggio |
| 16 giugno 2003 | International Women's Open, Eastbourne | Erba       | Magüi Serna | Lindsay Davenport Lisa Raymond | 6–3, 6–2  |

## Fed Cup

### Vittorie (3)
| Risultato | Anno | Località                  | Superficie | Vincitrici                                                                    | Finaliste                                                                           | Punteggio |
| Vittoria  | 1990 | Atlanta, USA              | Cemento    | Stati Uniti Jennifer Capriati Gigi Fernández Zina Garrison                    | Unione Sovietica Elena Brjuchovec Larisa Savchenko Nataša Zvereva                   | 3–0       |
| Vittoria  | 1991 | Birmingham, Gran Bretagna | Cemento    | Stati Uniti Jennifer Capriati Gigi Fernández Mary Joe Fernández Zina Garrison | Spagna Conchita Martínez Arantxa Sánchez Vicario                                    | 2–1       |
| Vittoria  | 2000 | Las Vegas, USA            | Sintetico  | Stati Uniti Jennifer Capriati Lindsay Davenport Lisa Raymond Monica Seles     | Spagna Conchita Martínez Virginia Ruano Pascual Arantxa Sánchez Vicario Magüi Serna | 5–0       |

## Risultati in progressione
| Sigla | Risultato               |
| ----- | ----------------------- |
| V     | Vincitore               |
| F     | Finalista               |
| SF    | Semifinalista           |
| O     | Oro olimpico            |
| A     | Argento olimpico        |
| SF    | Bronzo olimpico         |
| QF    | Quarti di Finale        |
| 4T    | Quarto turno            |
| 3T    | Terzo turno             |
| 2T    | Secondo turno           |
| 1T    | Primo turno             |
| RR    | Round Robin             |
| LQ    | Turno di qualificazione |
| A     | Assente                 |
| ND    | Non disputato           |

| Legenda superfici    |
| -------------------- |
| Cemento              |
| Terra battuta        |
| Erba                 |
| Superficie variabile |

### Singolare
| Tornei del Grande Slam |      |      |      |      |     |     |     |     |     |     |      |      |      |      |      |        |        |     |
| Australian Open        | A    | A    | QF   | QF   | A   | A   | A   | 1T  | A   | 2T  | SF   | V    | V    | 1T   | A    | 2 / 8  | 28–6   | 82% |
| Open di Francia        | SF   | 4T   | QF   | QF   | A   | A   | 1T  | A   | A   | 4T  | 1T   | V    | SF   | 4T   | SF   | 1 / 11 | 39–10  | 80% |
| Wimbledon              | 4T   | SF   | QF   | QF   | A   | A   | A   | A   | 2T  | 2T  | 4T   | SF   | QF   | QF   | QF   | 0 / 11 | 38–11  | 78% |
| US Open                | 4T   | SF   | 3T   | 1T   | A   | A   | 1T  | 1T  | 1T  | 4T  | 4T   | SF   | QF   | SF   | SF   | 0 / 13 | 35–13  | 73% |
| Vittorie–Sconfitte     | 11–3 | 13–3 | 14–4 | 12–4 | 0–0 | 0–0 | 0–2 | 0–2 | 1–2 | 8–4 | 11–4 | 24–2 | 20–3 | 12–4 | 14–3 | 3 / 43 | 140–40 | 78% |
| Torneo di fine anno    |      |      |      |      |     |     |     |     |     |     |      |      |      |      |      |        |        |     |
| Tour Championships     | 1T   | QF   | QF   | A    | A   | A   | A   | A   | A   | A   | 1T   | QF   | SF   | SF   | A    | 0 / 7  | 7–8    | 47% |
| Ranking di fine anno   | 8    | 6    | 7    | 9    | -   | -   | 24  | 66  | 101 | 23  | 14   | 2    | 3    | 6    | 10   |        |        |     |

- A = Non ha partecipato

### Principali risultati in singolare anno per anno
- 1990
  - finale a Boca Raton (perde da Gabriela Sabatini)
  - finale a Hilton Head (perde da Martina Navrátilová)
  - semifinale al Roland Garros (p. da Monica Seles)
  - vittoria a Porto Rico (vince su Zina Garrison)
- 1991
  - sf a Boca Raton (p. da Gabriela Sabatini)
  - sf a Berlino (p. da Arantxa Sánchez Vicario)
  - sf a Wimbledon (p. da Gabriela Sabatini)
  - vittoria a San Diego (vince su Monica Seles)
  - vittoria al Canada Masters (v. su Katerina Maleeva)
  - sf all'US Open (p. da Monica Seles)
  - f a Filadelfia (p. da Monica Seles)
- 1992
  - q all'Australian Open (p. da Gabriela Sabatini)
  - q al Roland Garros (p. da Monica Seles)
  - q a Wimbledon (p. da Gabriela Sabatini)
  - oro a Barcellona (v. su Steffi Graf)
  - w a San Diego (v. su Conchita Martínez)
- 1993
  - w a Sydney (v. su Anke Huber)
  - f al Canada Masters (p. da Steffi Graf)
- 1994
  - 1°t a Filadelfia (p. da Anke Huber)
- 1996
  - f a Chicago (p. da Jana Novotná)
- 1997
  - f a Sydney (p. da Martina Hingis)
- 1998
  - q ad Amburgo (p. da Martina Hingis)
  - q a Palermo (p. da Barbara Rittner)
- 1999
  - w a Strasburgo (v. su Elena Lichovceva)
  - w a Québec (v. su Chandra Rubin)
- 2000
  - sf all'Australian Open (p. da Lindsay Davenport)
  - sf a s'-Hertogenbosch (p. da Martina Hingis)
  - w a Lussemburgo (v. su Magdalena Maleeva)
  - sf a Zurigo (p. da Martina Hingis)
  - f a Québec (p. da Chandra Rubin)
- 2001
  - w all'Australian Open (v. su Martina Hingis)
  - f ad Oklahoma City (p. da Monica Seles)
  - f all'Ericsson Open (p. da Venus Williams)
  - w a Charleston (v. su Martina Hingis)
  - f a Berlino (p. da Amélie Mauresmo)
  - w al Roland Garros (v. su Kim Clijsters)
  - sf a Wimbledon (p. da Justine Henin)
  - f al Canada Masters (p. da Serena Williams)
  - sf all'US Open (p. da Venus Williams)
- 2002
  - w all'Australian Open (v. su Martina Hingis)
  - f a Scottsdale (p. da Serena Williams)
  - f al Miami Masters (p. da Serena Williams)
  - sf al Roland Garros (p. da Serena Williams)
  - f al Canada Masters (p. da Amélie Mauresmo)
- 2003
  - sf ad Indian Wells (p. da Lindsay Davenport)
  - f a Miami (p. da Serena Williams)
  - f a Stanford (p. da Kim Clijsters)
  - w a New Haven (v. su Lindsay Davenport)
  - sf all'US Open (p. da Justine Henin)
- 2004
  - sf a Dubai (p. da Anastasija Myskina)
  - sf a Berlino (p. da Amélie Mauresmo)
  - f a Roma (p. da Amélie Mauresmo)
  - sf al Roland Garros (p. da Anastasija Myskina)
  - sf all'US Open (p. da Elena Dement'eva)

## Guadagni
| Anno     | Grande Slam   | Vittorie WTA  | Vittorie totali | Guadagno ($)  | Classifica montepremi guadagnato |
| -------- | ------------- | ------------- | --------------- | ------------- | -------------------------------- |
| 1990     | 0             | 1             | 1               | 283,597       | 14                               |
| 1991     | 0             | 2             | 2               | 535,617       | 9                                |
| 1992     | 0             | 2             | 2               | 315,501       | 15                               |
| 1993     | 0             | 1             | 1               | 357,108       | 17                               |
| 1994–95  | Non raggiunto | Non raggiunto | Non raggiunto   | Non raggiunto | Non raggiunto                    |
| 1996–97  | 0             | 0             | 0               | 196,806       | n/a                              |
| 1998     | 0             | 0             | 0               | 66,573        | 126                              |
| 1999     | 0             | 2             | 2               | 243,937       | 36                               |
| 2000     | 0             | 1             | 1               | 488,861       | 19                               |
| 2001     | 2             | 1             | 3               | 2,268,624     | 2                                |
| 2002     | 1             | 0             | 1               | 2,217,939     | 3                                |
| 2003     | 0             | 1             | 1               | 1,942,015     | 4                                |
| 2004     | 0             | 0             | 0               | 1,290,061     | 10                               |
| Carriera | 3             | 11            | 14              | 10,206,639    | 21                               |

## Testa a testa con giocatrici classificate nella top-10
Le giocatrici contrassegnate in grassetto sono delle ex numero uno.
- Magdalena Maleeva 8–2
- Anke Huber 7–1
- Sandrine Testud 7–4
- Serena Williams 7–10
- Conchita Martínez 6–4
- Chanda Rubin 6–5
- Zina Garrison 5–0
- / Nataša Zvereva 5–0
- / Jelena Dokić 5–1
- Nathalie Tauziat 5–1
- Anastasija Myskina 5–2
- Ai Sugiyama 5–3
- // Monica Seles 5–9
- Gabriela Sabatini 5–11
- Mary Pierce 4–1
- Amanda Coetzer 4–2
- Lori McNeil 4–2
- Barbara Schett 4–2
- Martina Hingis 4–5
- Arantxa Sánchez Vicario 4–6
- Amélie Mauresmo 4–7
- Paola Suárez 3–0
- Elena Dement'eva 3–1
- Nadia Petrova 3–1
- Patty Schnyder 3–1
- / Helena Suková 3–1
- Julie Halard-Decugis 3–2
- Kim Clijsters 3–3
- Lindsay Davenport 3–9
- Marion Bartoli 2–0
- Mary Joe Fernández 2–0
- Daniela Hantuchová 2–0
- Dominique Monami 2–0
- Pam Shriver 2–0
- Irina Spîrlea 2–0
- / Karina Habšudová 2–1
- Katerina Maleeva 2–1
- Barbara Paulus 2–1
- Brenda Schultz-McCarthy 2–1
- Justine Henin 2–5
- Jo Durie 1–0
- Svetlana Kuznecova 1–0
- / Manuela Maleeva 1–0
- Marija Šarapova 1–0
- Andrea Temesvári 1–0
- Iva Majoli 1–1
- / Martina Navrátilová 1–1
- Vera Zvonarëva 1–1
- Anna Kurnikova 1–3
- Steffi Graf 1–10
- / Jana Novotná 0–4
- Venus Williams 0–4

## Testa a testa con giocatrici classificate nella top-3
| Giocatrice                | Record | Percentuale vittorie | Cemento | Terra rossa | Erba        | Erba       | Sintetico  |
| Martina Navrátilová       | 1      | 1–1                  | 50%     | 0–0         | 0–1         | 1–0        | 0–0        |
| Steffi Graf               | 1      | 1–10                 | 9%      | 0–4         | 1–2         | 0–2        | 0–2        |
| / Monica Seles            | 1      | 5–9                  | 35%     | 4–6         | 0–2         | 0–0        | 1–1        |
| Arantxa Sánchez Vicario   | 1      | 4–6                  | 40%     | 1–3         | 2–3         | 0–0        | 1–0        |
| Martina Hingis            | 1      | 4–5                  | 44%     | 2–3         | 2–1         | 0–1        | 0–0        |
| Lindsay Davenport         | 1      | 3–9                  | 25%     | 3–6         | 0–2         | 0–1        | 0–0        |
| Venus Williams            | 1      | 0–4                  | 0%      | 0–4         | 0–0         | 0–0        | 0–0        |
| Serena Williams           | 1      | 7–10                 | 41%     | 3–4         | 3–3         | 1–2        | 0–1        |
| Kim Clijsters             | 1      | 3–3                  | 50%     | 1–2         | 1–1         | 0–0        | 1–0        |
| Justine Henin             | 1      | 2–5                  | 28%     | 1–3         | 1–1         | 0–1        | 0–0        |
| Amélie Mauresmo           | 1      | 4–7                  | 36%     | 3–2         | 1–4         | 0–1        | 0–0        |
| Marija Šarapova           | 1      | 1–0                  | 100%    | 0–0         | 1–0         | 0–0        | 0–0        |
| Conchita Martínez         | 2      | 6–4                  | 60%     | 5–1         | 1–2         | 0–0        | 0–1        |
| Jana Novotná              | 2      | 0–4                  | 0%      | 0–1         | 0–0         | 0–0        | 0–3        |
| Anastasija Myskina        | 2      | 5–2                  | 71%     | 2–1         | 2–1         | 1–0        | 0–0        |
| Svetlana Kuznecova        | 2      | 1–0                  | 100%    | 1–0         | 0–0         | 0–0        | 0–0        |
| Pam Shriver               | 3      | 2–0                  | 100%    | 1–0         | 0–0         | 1–0        | 0–0        |
| Manuela Maleeva Fragniere | 3      | 1–0                  | 100%    | 0–0         | 0–0         | 0–0        | 1–0        |
| Gabriela Sabatini         | 3      | 5–11                 | 31%     | 3–5         | 0–2         | 0–2        | 2–2        |
| Mary Pierce               | 3      | 4–1                  | 80%     | 1–1         | 3–0         | 0–0        | 0–0        |
| Amanda Coetzer            | 3      | 4–2                  | 66%     | 2–0         | 2–2         | 0–0        | 0–0        |
| Nathalie Tauziat          | 3      | 5–1                  | 83%     | 3–0         | 1–0         | 0–0        | 1–1        |
| Nadia Petrova             | 3      | 3–1                  | 75%     | 1–0         | 1–1         | 1–0        | 0–0        |
| Elena Dement'eva          | 3      | 3–1                  | 75%     | 3–1         | 0–0         | 0–0        | 0–0        |
| Totale                    | -      | 74–96                | 43%     | 40–47 (45%) | 22–28 (44%) | 5–10 (33%) | 7–11 (38%) |